# Kanyakumari
Kanyakumari es una localidad ubicada en el distrito de Kanyakumari, en el estado indio de Tamil Nadu, en la que se localiza la punta meridional de la península india: el cabo Comorín.
La ciudad principal más cercana es Thiruvananthapuram, capital del estado de Kerala. Kanniyakumari es un popular destino turístico y centro de peregrinación en la India. Los lugares turísticos notables incluyen sus puntos únicos de amanecer y atardecer, la estatua Thiruvalluvar de 41 metros (133 pies) y el monumento a la roca Vivekananda frente a la costa. En las orillas de la ciudad hay un templo dedicado a la Diosa Kanniyakumari (la Diosa virgen), que da nombre a la ciudad. Kanniyakumari está en el extremo sur y es el punto más al sur del subcontinente indio contiguo. El Vivekananda Rock Memorial es un popular monumento turístico en Vavathurai, Kanniyakumari, India

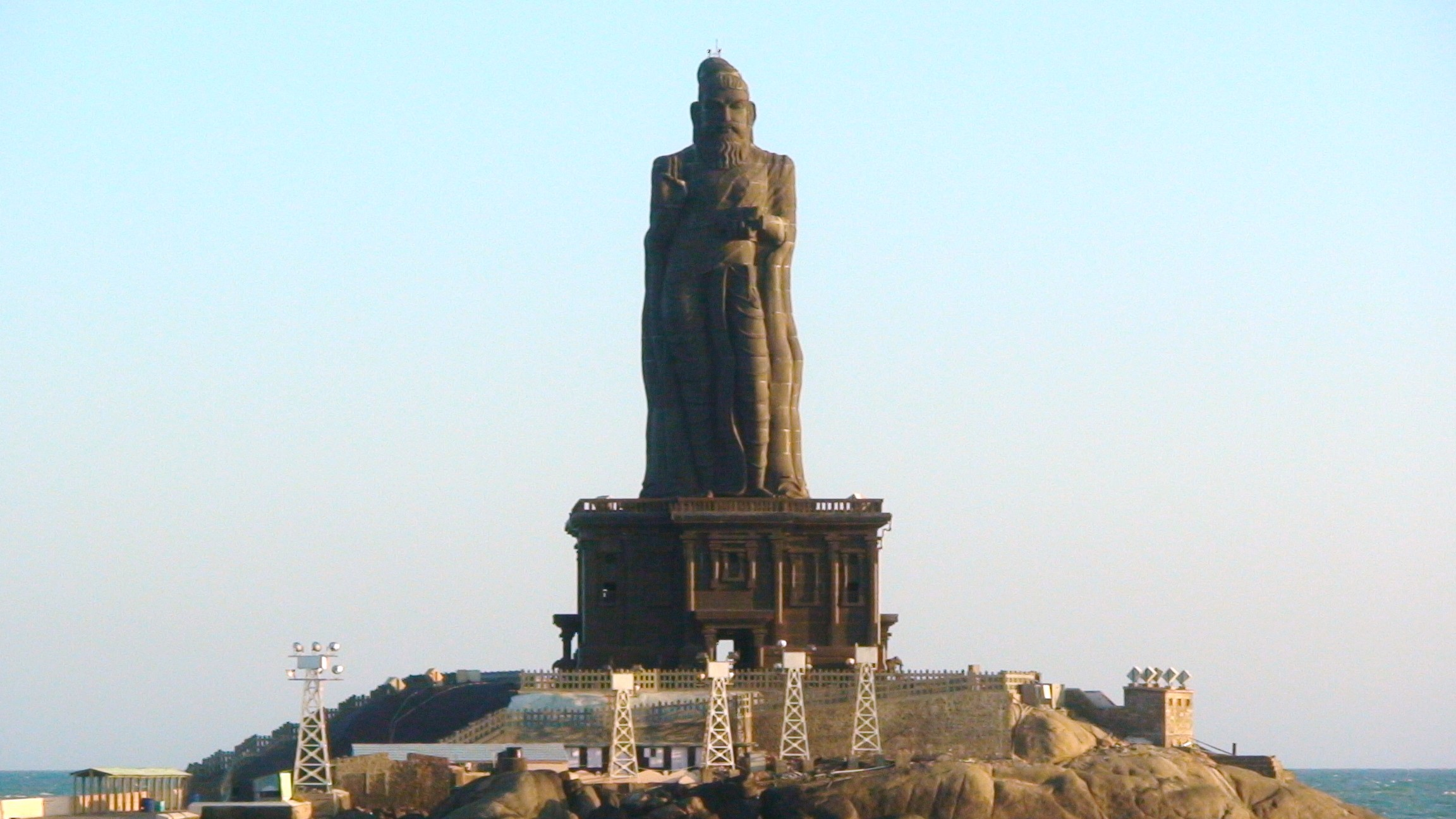
Estatua de 41 metros de altura del escritor tamil Tiruvaluvar (siglo VIII) en su ciudad natal, Kaniakumari.

- Datos: Q222267
- Multimedia: Kanyakumari / Q222267

1. ↑  Worldpostalcodes.org,código postal n.º 629702.